# Pi Sculptoris
Pi Sculptoris (128 Sculptoris) é uma estrela na direção da constelação de Sculptor. Possui uma ascensão reta de 01h 42m 08.65s e uma declinação de −32° 19′ 36.7″. Sua magnitude aparente é igual a 5.25. Considerando sua distância de 217 anos-luz em relação à Terra, sua magnitude absoluta é igual a 1.13. Pertence à classe espectral K1II/III.